# Кудашов, Георгий Максимович
Гео́ргий Макси́мович Кудашо́в (1919—2007) — лейтенант Рабоче-крестьянской Красной Армии, участник Великой Отечественной войны, Герой Советского Союза (1944).

## Биография
Георгий Кудашов родился 7 января 1919 года на станции Тайга (ныне — город в Кемеровской области). В 1934 году он окончил неполную среднюю школу. В 1936 году Кудашов переехал в город Шепетовка Хмельницкой области Украинской ССР. Окончил техническую школу паровозных машинистов в Киеве. В 1939 году Кудашов был призван на службу в Рабоче-крестьянскую Красную Армию.
С июня 1941 года — на фронтах Великой Отечественной войны.
К июлю 1943 года младший лейтенант Георгий Кудашов командовал пулемётным взводом 391-го стрелкового полка 170-й стрелковой дивизии 48-й армии Центрального фронта. Отличился во время Курской битвы. 27 июля 1943 года во главе группы из четырнадцати бойцов Кудашов ворвался в село Философово Свердловского района Орловской области. Попав в окружение, группа два дня успешно отражала немецкие контратаки, нанеся противнику большие потери в боевой технике и живой силе. В тех боях Кудашов два раза был ранен, но продолжал сражаться до подхода основных сил.
Указом Президиума Верховного Совета СССР «О присвоении звания Героя Советского Союза генералам, офицерскому, сержантскому и рядовому составу Красной Армии» от 15 января 1944 года за «образцовое выполнение боевых заданий командования на фронте борьбы с немецкими захватчиками и проявленными при этом отвагу и геройство» младший лейтенант Георгий Кудашов был удостоен высокого звания Героя Советского Союза с вручением ордена Ленина и медали «Золотая Звезда».
В 1943 году Кудашов окончил Архангельское пулемётное училище. После окончания войны в звании лейтенанта он был уволен в запас. Вернулся в Шепетовку, работал в железнодорожном депо.

## Награды
Был также награждён двумя орденами Отечественной войны 1-й степени(1985), орденами Отечественной войны 2-й степени и Красной Звезды, рядом медалей.